# Ellipteroides catamarcensis
Ellipteroides catamarcensis är en tvåvingeart som först beskrevs av Alexander 1941.  Ellipteroides catamarcensis ingår i släktet Ellipteroides och familjen småharkrankar. Inga underarter finns listade i Catalogue of Life.